# Pseudoanthomastus
Pseudoanthomastus is een geslacht van neteldieren uit de klasse van de Anthozoa (bloemdieren).

## Soorten
- Pseudoanthomastus agaricus (Studer, 1890)
- Pseudoanthomastus fisheri (Bayer, 1952)
- Pseudoanthomastus mariejoseae Molodtsova, 2013
- Pseudoanthomastus pacificus Pasternak, 1981
- Pseudoanthomastus venustus (Tixier-Durivault & d’Hondt, 1973)